# Coruja-dos-urais

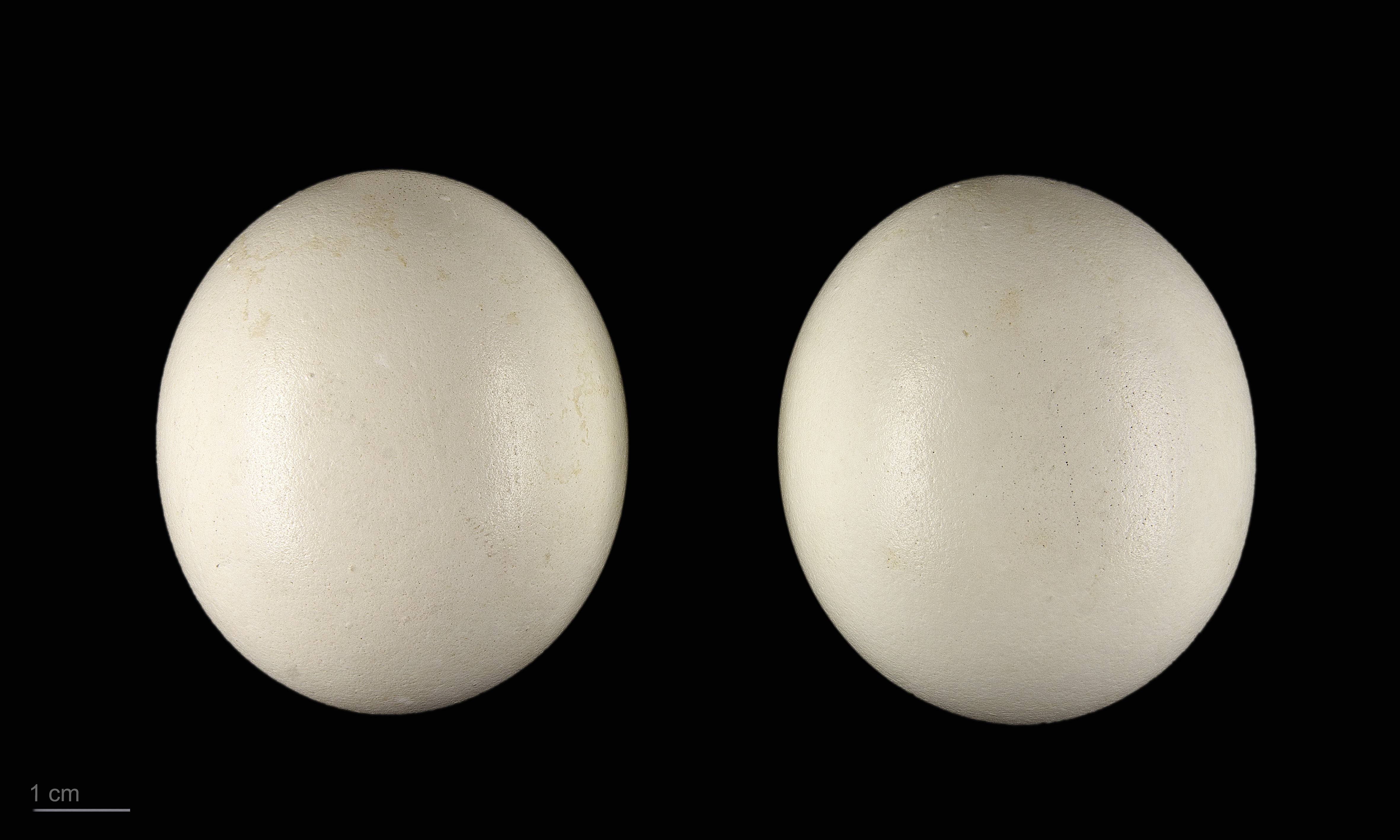
Strix uralensis uralensis - MHNT

A coruja-dos-urais, coruja-uralense ou coruja-dos-urales (Strix uralensis) é uma espécie de ave estrigiforme pertencente à família Strigidae.
É uma ave noturna de porte médio a elevado. Os sexos são similares, não havendo variações sazonais. Ocorre na Europa e Ásia. Alimenta-se de pequenos roedores e de aves.
Existem 15 subespécies da coruja-dos-urais.

## Morfologia
- Comprimento: 50–59 cm
- Envergadura: 115 cm (macho); 125 (fêmea)
- Peso: 540-730 gr (macho); 720-1200 g (fêmea)